# مصطفی خرقه‌پوش
 مصطفی خرقه‌پوش(به انگلیسی Mostafa Kherghehpoosh)  (زاده ۱۳۳۷ - تهران) تدوین‌گر اهل ایران است. کار مستقل خود به عنوان تدوین‌گر را با فیلم لیلا به کارگردانی داریوش مهرجویی شروع کرد و با درخت گلابی ساخته‌ی دیگر او ادامه داد. سال ۱۳۵۹ از رشته‌ی تدوین فیلم از مدرسه عالی تلویزیون و سینما فارغ‌التحصیل شد و به تحصیل مترجمی زبان انگلیسی در دانشگاه علامه طباطبایی پرداخت که از این دانشگاه هم در سال ۱۳۷۰ فارغ‌التحصیل شد.

## تدوین
| نام فیلم                                     | سال انتشار | کارگردان         |
| -------------------------------------------- | ---------- | ---------------- |
| برای مرجان                                   | ۱۳۹۹       | حمید زرگرنژاد    |
| تورقوزآباد                                   | ۱۳۹۸       | علی شاه‌حاتمی     |
| جاده قدیم                                    | ۱۳۹۶       | منیژه حکمت       |
| سال دوم دانشکده من                           | ۱۳۹۶       | رسول صدرعاملی    |
| کامیون                                       | ۱۳۹۶       | کامبوزیا پرتوی   |
| خوب، بد، جلف                                 | ۱۳۹۴       | پیمان قاسم خانی  |
| برادرم خسرو                                  | ۱۳۹۴       | احسان بیگلری     |
| روز مبادا                                    | ۱۳۹۳       | فائزه عزیزخانی   |
| شهر موش‌ها ۲                                  | ۱۳۹۳       | مرضیه برومند     |
| متروپل                                       | ۱۳۹۲       | مسعود کیمیایی    |
| برلین ۷ـ                                     | ۱۳۹۰       | رامتین لوافی     |
| پریناز                                       | ۱۳۸۹       | بهرام بهرامیان   |
| جرم                                          | ۱۳۸۹       | مسعود کیمیایی    |
| راه آبی ابریشم                               | ۱۳۸۹       | محمد بزرگ‌نیا     |
| ورود آقایان ممنوع                            | ۱۳۸۹       | رامبد جوان       |
| سفر سرخ                                      | ۱۳۸۸       | حمید فرخ‌نژاد     |
| خواب لیلا                                    | ۱۳۸۶       | مهرداد میرفلاح   |
| رئیس                                         | ۱۳۸۵       | مسعود کیمیایی    |
| سه زن                                        | ۱۳۸۵       | منیژه حکمت       |
| قاعده بازی                                   | ۱۳۸۵       | احمدرضا معتمدی   |
| پرونده هاوانا                                | ۱۳۸۴       | علیرضا رئیسیان   |
| زاگرس                                        | ۱۳۸۴       | محمدعلی نجفی     |
| هوو                                          | ۱۳۸۴       | علیرضا داوودنژاد |
| ازدواج به سبک ایرانی                         | ۱۳۸۳       | حسن فتحی         |
| هشت پا                                       | ۱۳۸۳       | علیرضا داوودنژاد |
| دوئل                                         | ۱۳۸۲       | احمدرضا درویش    |
| لاک‌پشت‌ها هم پرواز می‌کنند                     | ۱۳۸۲       | بهمن قبادی       |
| دیوانه‌ای از قفس پرید                         | ۱۳۸۱       | احمدرضا معتمدی   |
| زهر عسل                                      | ۱۳۸۱       | ابراهیم شیبانی   |
| نان و عشق و موتور ۱۰۰۰                       | ۱۳۸۰       | ابوالحسن داودی   |
| بچه‌های بد                                    | ۱۳۷۹       | علی‌رضا داوودنژاد |
| بهشت از آن تو                                | ۱۳۷۹       | علی‌رضا داوودنژاد |
| زندان زنان                                   | ۱۳۷۹       | منیژه حکمت       |
| زیر پوست شهر                                 | ۱۳۷۹       | رخشان بنی‌اعتماد  |
| سفر سرخ                                      | ۱۳۷۹       | حمید فرخ‌نژاد     |
| سهراب                                        | ۱۳۷۸       | سعید سهیلی       |
| داستان‌های جزیره (اپیزود اول، دختردایی گمشده) | ۱۳۷۷       | داریوش مهرجویی   |
| داستان‌های جزیره (اپیزود سوم، باران و بومی)   | ۱۳۷۷       | رخشان بنی‌اعتماد  |
| دختری با کفش‌های کتانی                        | ۱۳۷۷       | رسول صدرعاملی    |
| دو زن                                        | ۱۳۷۷       | تهمینه میلانی    |
| بانوی اردیبهشت                               | ۱۳۷۶       | رخشان بنی‌اعتماد  |
| درخت گلابی                                   | ۱۳۷۶       | داریوش مهرجویی   |
| لیلا                                         | ۱۳۷۵       | داریوش مهرجویی   |

## تلویزیونی
- زیر چتر خورشید

## جشنواره‌ها
- ۱۳۸۴ - برنده تندیس زرین بهترین تدوین از نهمین دوره جشن خانه سینما برای فیلم دوئل
- ۱۳۸۲ - برنده سیمرغ بلورین بهترین تدوین از بیست و دومین دوره جشنواره فیلم فجر برای فیلم دوئل
- ۱۳۹۶ - نامزد سیمرغ بلورین بهترین تدوین از سی و ششمین جشنواره فیلم فجر برای فیلم کامیون